# Uovo dello zarevic
L'Uovo dello zarevic è una delle uova imperiali Fabergé, un uovo di Pasqua gioiello che l'ultimo Zar di Russia, Nicola II donò a sua moglie la Zarina Aleksandra Fëdorovna Romanova.
Fu fabbricato a San Pietroburgo nel 1912 sotto la supervisione di Henrik Wigström, per conto del gioielliere russo Peter Carl Fabergé, della Fabergé.

## Proprietari
Durante la Rivoluzione russa, nel 1917, l'uovo fu confiscato dal Governo provvisorio con molti altri tesori imperiali,
Armand Hammer lo acquistò nel 1930 dall'Antikvariat, insieme con altre nove uova imperiali.
Tra il 1933 e il 1934 fu venduto dalle Hammer Galleries di New York alla moglie di John Lee Pratt, Lillian Thomas Pratt che alla sua morte nel 1947 lasciò l'uovo al Virginia Museum of Fine Arts di Richmond 
ove è esposto.

## Descrizione
L'uovo è alto 12,5 cm. e ha un diametro di 3 5⁄8 pollici (9,2 cm), il guscio è costituito da sei sezioni di lapislazzuli blu.
L'esterno è decorato con fregi d'oro in stile Luigi XV raffiguranti due aquile imperiali bicipiti, cherubini, baldacchini, volute floreali, conchiglie, cesti di fiori e ghirlande che, coprendo ogni giuntura lo fanno apparire come se fosse scolpito in un unico blocco.
L'uovo è sormontato da un grande diamante rettangolare, tagliato come una lastra sottile, che mostra il monogramma coronato della zarina Aleksandra Fëdorovna (AF) e l'anno 1912;
un grande diamante è incastonato alla base.
Il supporto originale, probabilmente, è rimasto in Russia quando l'uovo fu acquistato da Armand Hammer.

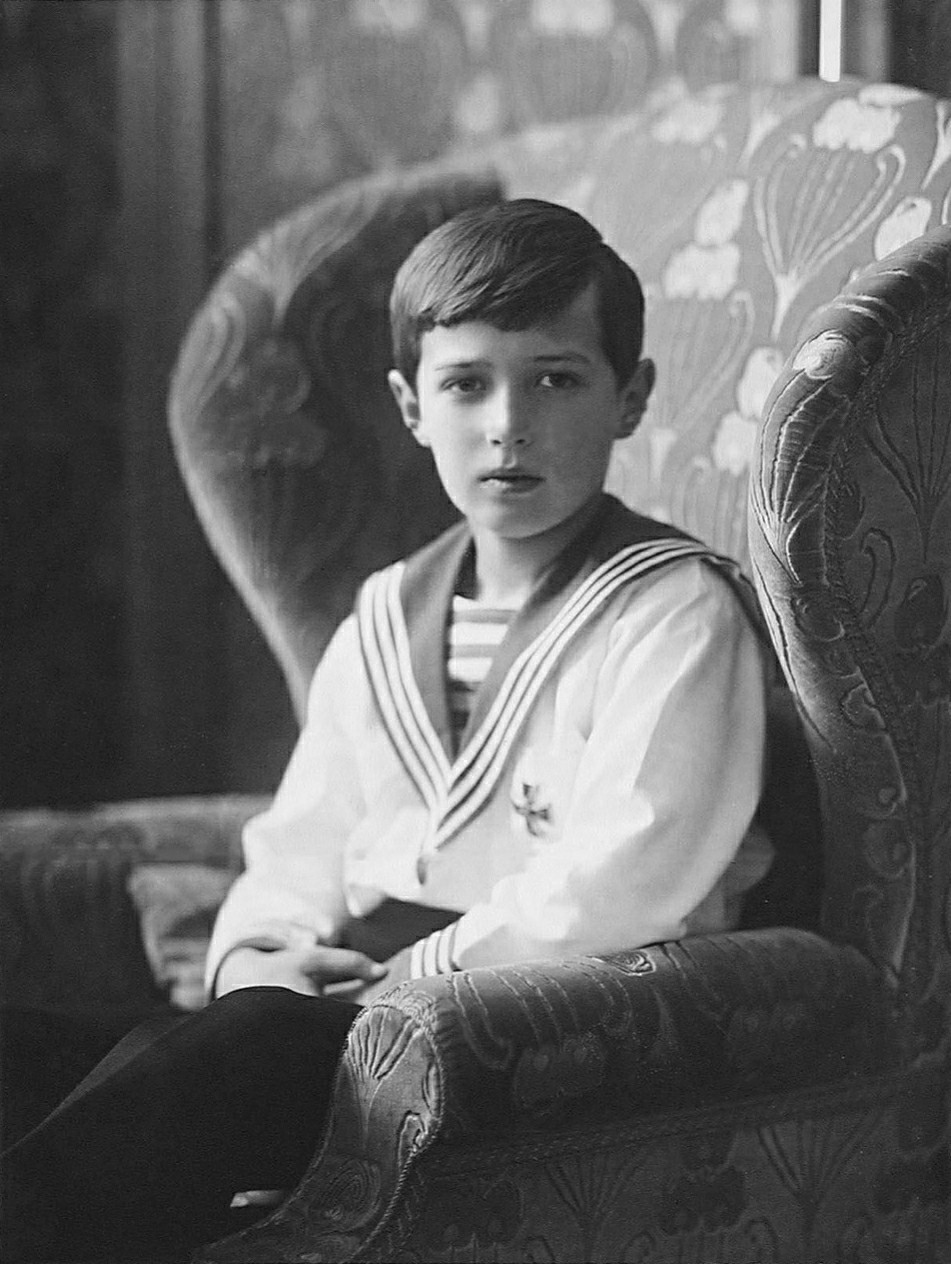
Lo zarevic vestito da marinaio.

### Sorpresa
La sorpresa all'interno è un ritratto in miniatura dello zarevic Aleksej in una cornice di platino a forma di aquila imperiale bicipite russa sormontata dalla corona e con il globo e lo scettro dei Romanov negli artigli, tempestata su entrambi i lati con 2.000 diamanti taglio-rosetta.
L'elaborato portaritratti poggia su una base di lapislazzuli e può essere rimosso dall'interno dell'uovo, dove invece riposa su un disco d'oro con inciso un rosone.
Il ritratto mostra Aleksej in divisa da marinaio, una delle favorite dello zarevic;
l'originale miniatura ad acquerello, a doppia faccia, è ancora nella collezione del Virginia Museum of Fine Arts ma ha subito dei danni ed è stata sostituita con una foto d'archivio.

## Contesto storico
L'emofilia che minacciava grandemente la vita dello zarevic Aleksej condizionò in maniera profonda la vita della famiglia reale e aprì le porte all'influenza di Rasputin.
A un certo punto lo zarevic fu così vicino alla morte che alla Corte imperiale russa era già stato redatto il comunicato che ne annunciava la morte; quando sopravvisse Fabergé, che sapeva della malattia ancorché tenuta nascosta a tutti, volle celebrare il miracolo con l'uovo destinato alla madre di Aleksej, la zarina Aleksandra Fedorovna.